# 경원하
경원하(慶元河)는 조선민주주의인민공화국에서 핵기술의 아버지라고 불리는 과학자이다.
평양에서 김일성종합대학 공과대학을 졸업하고 1.4 후퇴 때 대한민국으로 내려왔다. 1951년부터 1956년까지 해군 교관생활을 마친 후, 1965년경까지 현재 강원대가 된 춘천농과대학에서 수학과 통계학을 가르쳤다. 1965년 브라질 상파울루 대학교로 떠났으며, 이후엔 캐나다 몬트리올에 있는 맥길 대학교에서 구면파 폭발을 주제로한 논문으로 박사학위를 땄다.
이후 70년대에 북한으로 돌아갔으며 그곳에서 영명 핵원자로를 비롯한 핵개발 프로그램에 관여하고 있는 것으로 추측된다.
2003년 한 호주언론을 통해 2002년 10월 20여명의 동료과학자들과 함께 서방으로 망명했다는 보도가 나왔으나, 그 사실관계는 확실히 밝혀지고 있지 않다.

## 같이 보기
- 조선민주주의인민공화국의 대량살상무기
- 북한이탈주민